# Slatina Pokupska
Slatina Pokupska is een plaats in de gemeente Glina in de Kroatische provincie Sisak-Moslavina. De plaats telt 130 inwoners (2001).